# Синдром мультисистемного воспаления у детей и подростков
Синдром мультисистемного воспаления у детей и подростков — поражающий одновременно несколько систем организма воспалительный процесс связанный с COVID-19, вызывающий у детей высокую (38.5°C и выше) температуру, пониженное давление, кислородную недостаточность и, в некоторых случаях, отказ органов, что сближает его по клиническим проявлениям с синдромом Кавасаки. Предполагается, что синдром может являться осложнением от заражения SARS-CoV-2. Заболевание является редким (1 на 100 000 человек в возрасте до 21 года, чаще у лиц африканского, афро-карибского и латиноамериканского происхождения, реже у восточноазиатского), может развиться и после асимптоматического протекания инфекции, а в литературе сообщается о возникновении мультисистемного воспалительного синдрома спустя 3—4 недели после заражения SARS-CoV-2. При своевременном диагностировании и лечении большинство детей выживает, однако последствия заболевания в долгосрочной перспективе пока не известны. Для выяснения причин предрасположенности некоторых детей к данному заболеванию требуются дополнительные исследования.

## Клинические проявления
Сообщения о синдроме впервые появились в мае 2020 года. Чаще всего сообщается о высокой температуре и гипотонии, а также о ряде более редких симптомов, в том числе боли в животе и горле, кашле, спутанном сознании, диарее, отечности конечностей, тошноте, рвоте и головной боли. Обследование может выявить поражения сердечно-сосудистой системы, такие как миокардит и перикардит, а также поражение коронарной артерии. COVID-19 среди детей протекает обычно с симптомами инфекции верхних дыхательных путей. Мультивоспалительный синдром же можно отличить наличием лихорадки (100 % случаев), рвоты (68,2 %) и болей в животе или диареи (73,8 %), при этом боли в животе в некоторых случаях могут быть очень сильными. Часто наблюдаются нейтрофилия и лимфопения, которые также наблюдаются у пациентов с тяжёлыми случаями COVID-19. Полные и достоверные данные о сущности синдрома, факторах риска и полном наборе возможных симптомов отсутствуют в силу недостаточной изученности болезни. В отдельных случаях синдром может привести к смерти.

## Диагностика
ВОЗ были разработаны предварительные диагностические критерии, в которые включены:
- возраст до 19 лет;
- лихорадка в течение более чем трёх дней;
- повышенный уровень воспалительных маркеров;
- наличие хотя бы двух из следующих проявлений:
  - сыпь, конъюнктивит без отделения гноя либо другие проявления воспаления слизистых оболочек;
  - гипотония или шок;
  - признаки миокардита, перикардита, вальвулита или поражения коронарных артерий;
  - признаки коагулопатии;
  - острые симптомы, связанные с желудочно-кишечным трактом (диарея, рвота или боль в животе).

При этом необходимо исключить наличие других факторов, которые могут вызвать аналогичные симптомы (бактериальный сепсис). У пациента должно быть подтверждено заражение SARS-CoV-2 или иметься данные о возможном контакте с зараженными. ВОЗ также создала платформу для сбора клинических данных.
Согласно британскому консенсусу, выработанному методом «Дельфи», подозрение на мильтисистемный воспалительный синдром может быть у детей, доставленных в больницу с болями в животе, желудочно-кишечными, респираторными или неврологическими симптомами, при отсутствии иной видимой причины нарушений. Основными лабораторными тестами, необходимыми для постановки диагноза у таких пациентов, являются клинический анализ крови, анализы на C-реактивный белок, на мочевину, креатинин и электролиты в моче, а также на функцию печени. Дополнительно в течение 12 часов с момента поступления могут назначаться тесты на содержание газов в крови, на лактаты, фибриноген, ферритин, D-димер, тропонин, N-концевой фрагмент мозгового натрийуретического пептида и лактатдегидрогеназу. У детей с болями в животе для исключения других диагнозов в первую очедень рекомендовано ультразвуковое исследование брюшной полости. Также из дополнительных исследований числятся скрининг на предмет сепсиса, рентгенография грудной клетки, эхокардиография и электрокардиография.

## Лечение
При лечении известных случаев применялись иммуноглобулиновая терапия и кортикостероиды. Королевский колледж педиатрии и детского здоровья (RCPCH) Великобритании рекомендует проводить лечение всех детей, в случаях лёгкой и средней тяжести заболевания с применением поддерживающей терапии, применение же иммуноглобулинов или антивирусных препаратов рекомендуется проводить в рамках клинических испытаний.
Американский колледж ревматологии же рекомендует начать лечение с внутривенного введения иммуноглобулинов и с глюкокортикостероидов, также проводить антитромбоцитарную и антитромботическую терапию. Схожее лечение и во временных рекомендациях ААР, одобренных CDC.
В России также уже подготовлены протоколы диагностики и лечения.

## Эпидемиология
Синдром рассматривается как редкое явление. Большая часть сообщений о его возникновении происходят из США, Великобритании и ЕС, поэтому установить, как он проявляется в других регионах, затруднительно. На 15 мая 2020 года Европейский центр профилактики и контроля заболеваний сообщал о 230 случаях заболевания в Европе, при этом доля детей от общего количества подтвержденных случаев COVID-19 составляет около 2,1%, что показывает низкую степень эпидемиологической угрозы со стороны детского воспалительного синдрома. В США, на конец июля 2020 года было зафиксировано 570 случаев, из них 10 с летальным исходом, в особенности в Нью-Йорке. 
13 июня 2020 года стало известно о 13 случаях заболевания в Москве.